# Horoscopes
"Horoscopes" foi a canção escolhida para representar a Irlanda no Festival Eurovisão da Canção 1981., interpretado em inglês pela banda Sheeba. O referido tema tinha letra de Joe Burkett, música de Jim Kelly e foi orquestrado por Noel Kelehan.
A canção fala-nos do fascínio, quase paranóia que algumas pessoas têm em ler todos os dias  os horóscopos e os signos do zodíaco na s revistas ou nos jornais. Elas explicam que isto é "Crazy, crazy" (Tolice, Tolice), porque somos somos nós e não as estrelas que escrevem os nossos horóscopos. Por outras palavras somos nós que fazemos a nossa vida e não os horóscopos ( o sucesso vem do que nos fazemos e não dos que eles dizem). As três cantoras da banda apresentaram-se vestidas de verde durante a sua atuação. 
A canção irlandesa foi a décima a atuar na noite ( a seguir à canção holandesa e antes da canção norueguesa cantada pr Finn Kalvik. No final da votação, terminou em quinto lugar, tendo recebido 105 pontos. 